# العلاقات البيروية التشادية
العلاقات البيروفية التشادية هي العلاقات الثنائية التي تجمع بين بيرو وتشاد.

## مقارنة بين البلدين
هذه مقارنة عامة ومرجعية للدولتين:
| وجه المقارنة                                              | بيرو                                   | تشاد                      |
| --------------------------------------------------------- | -------------------------------------- | ------------------------- |
| المساحة (كم2)                                             | 1.29 مليون                             | 1.28 مليون                |
| عدد السكان (نسمة)                                         | 32.16 مليون                            | 15.23 مليون               |
| الكثافة السكانية (ن./كم²)                                 | 24.93                                  | 11.9                      |
| العاصمة                                                   | ليما                                   | انجمينا                   |
| اللغة الرسمية                                             | اللغة الإسبانية، اللغة الأيمرية، كتشوا | لغة فرنسية، اللغة العربية |
| العملة                                                    | سول بيروفي جديد                        | فرنك وسط أفريقي           |
| الناتج المحلي الإجمالي (بليون دولار)                      | 211.39 مليار                           | 9.98 مليار                |
| الناتج المحلي الإجمالي (تعادل القوة الشرائية) بليون دولار | 393.13 مليار                           | 30.54 مليار               |
| الناتج المحلي الإجمالي الاسمي للفرد دولار أمريكي          | 6.03 ألف                               | 775                       |
| الناتج المحلي الإجمالي للفرد دولار أمريكي                 | 11.99 ألف                              | 2.18 ألف                  |
| مؤشر التنمية البشرية                                      | 0.740                                  | 0.392                     |
| رمز المكالمات الدولي                                      | +51                                    | +235                      |
| رمز الإنترنت                                              | .pe                                    | .td                       |
| المنطقة الزمنية                                           | توقيت بيرو، 00                         | ت ع م+01:00               |

## منظمات دولية مشتركة
يشترك البلدان في عضوية مجموعة من المنظمات الدولية، منها:
| علم المنظمة | اسم المنظمة                               | تاريخ انضمام بيرو | تاريخ انضمام تشاد |
| ----------- | ----------------------------------------- | ----------------- | ----------------- |
|             | وكالة ضمان الاستثمار متعدد الأطراف        | 2 ديسمبر 1991     | 11 يونيو 2002     |
|             | منظمة الشرطة الجنائية الدولية             | ?                 | ?                 |
|             | منظمة حظر الأسلحة الكيميائية              | ?                 | ?                 |
|             | منظمة التجارة العالمية                    | ?                 | ?                 |
|             | البنك الدولي للإنشاء والتعمير             | 31 ديسمبر 1945    | 10 يوليو 1963     |
|             | الأمم المتحدة                             | 31 أكتوبر 1945    | 20 سبتمبر 1960    |
|             | مؤسسة التمويل الدولية                     | 20 يوليو 1956     | 2 أبريل 1998      |
|             | يونسكو                                    | 21 نوفمبر 1946    | 19 ديسمبر 1960    |
|             | مؤسسة التنمية الدولية                     | 30 أغسطس 1961     | 7 نوفمبر 1963     |
|             | الاتحاد البريدي العالمي                   | ?                 | ?                 |
|             | المركز الدولي لتسوية المنازعات الاستشارية | 8 سبتمبر 1993     | 14 أكتوبر 1966    |
|             | الاتحاد الدولي للاتصالات                  | 12 يوليو 1915     | 25 نوفمبر 1960    |

## وصلات خارجية
- موقع وزارة الخارجية البيروفية